# 寶輪街9號
寶輪街9號（英語：9 Po Lun Street），通稱為「九巴總部」，為深水埗區一座商業大廈，位於荔枝角，於1987年9月起重建，1990年1月8日正式啟用，且自該年起成為九龍巴士之總部。

## 歷史
此大樓前身為舊九巴荔枝角車廠的寫字樓部分，更前身為Oriental Brewery釀酒廠。用地於1959年由九巴斥資300萬元購入，而車廠則於六年後建成。
為整合九巴總部設於葵涌及荔枝角的各部門，舊荔枝角車廠寫字樓於1987年9月起重建為新總部大樓，當時預計於1989年中竣工。然而，九巴總部大樓最終延至1990年1月才建成，並於同月8日舉行啟用儀式。
因應舊荔枝角車廠剩餘部分重建為曼克頓山，並採用原車廠門牌，此大樓地址自2006年8月1日起由「寶輪街1號」更改為「寶輪街9號」，沿用至今。
大樓全部樓層早年由九巴及關連公司使用。為增加物業收入，加上九巴業務萎縮，母公司載通國際曾打算將此大廈重建為酒店，又於2009及2011年分租部分樓層，用作食肆及各種店舖，而九巴總部則縮減至8層。及後，由於載通及九巴於2015年決定再推出另外七層寫字樓出租，總部多數部門於同年第三季遷入同系九龍灣車廠。
隨著九巴公司秘書辦公室、人力資源部及法律部於2017年7月中亦告遷出
，至此九巴系公司僅保留此大廈16樓全層及15樓半層自用。

## 分租前佈局
| 九巴部門/設施        | 樓層  |
| -------------------- | ----- |
| 接待處、電腦部       | 15樓  |
| 公關部、九巴熱線中心 | 12樓  |
| 人事部               | 11樓  |
| 工程部               | 9樓   |
| 員工培訓中心         | 6樓   |
| 員工餐廳             | 5樓   |
| 停車場               | 1-4樓 |
| 入口大堂             | 地下  |

## 業戶列表
| 業戶名稱                       | 樓層    | 室號                    |
| ------------------------------ | ------- | ----------------------- |
| 辦公室                         |         |                         |
| 載通國際、九龍巴士             | 16樓    | 全層                    |
| 陽光巴士                       | 15樓    | A室                     |
| 進階發展集團                   | 15樓    | B室                     |
| 保點系統有限公司               | 14樓    | 全層                    |
| 香港電訊專業客服國際有限公司   | 11-13樓 | 11樓：A室 12-13樓：全層 |
| 中信銀行（國際）               | 11樓    | B室                     |
| 俊和隧道管理、亮思創藝有限公司 | 10樓    | 全層                    |
| 城市護衛有限公司               | 9-10樓  | 9樓：A-C室 10樓：全層   |
| 生記旅遊巴士有限公司           | 9樓     | D室                     |
| 貝達設計有限公司               | 8樓     | D室                     |
| 豐策投資（香港）有限公司       | 6樓     | C室                     |
| 教育中心                       |         |                         |
| 星培舞蹈藝術教室               | 8樓     | G-H室                   |
| 小北京教育中心（美孚分校）     | 6樓     | B室                     |
| Step Education                 | 5樓     | C室                     |
| 診所                           |         |                         |
| 恆皓護齒中心                   | 8樓     | B-C室                   |
| 華南中醫中心                   | 5樓     | D室                     |
| 奧齒                           | 5樓     | E室                     |
| 其他                           |         |                         |
| Amigo日本岩盤浴專門店          | 8樓     | E-F室                   |
| Be Beauty Shop                 | 6樓     | A室                     |
| 24/7 Fitness                   | 5樓     | A-B室                   |
| 食肆                           |         |                         |
| 煌極雞煲烤魚                   | 地下    | A舖                     |
| 薄餅博士                       | 地下    | B舖                     |
| 太興                           | 地下    | C-D舖                   |

## 圖集

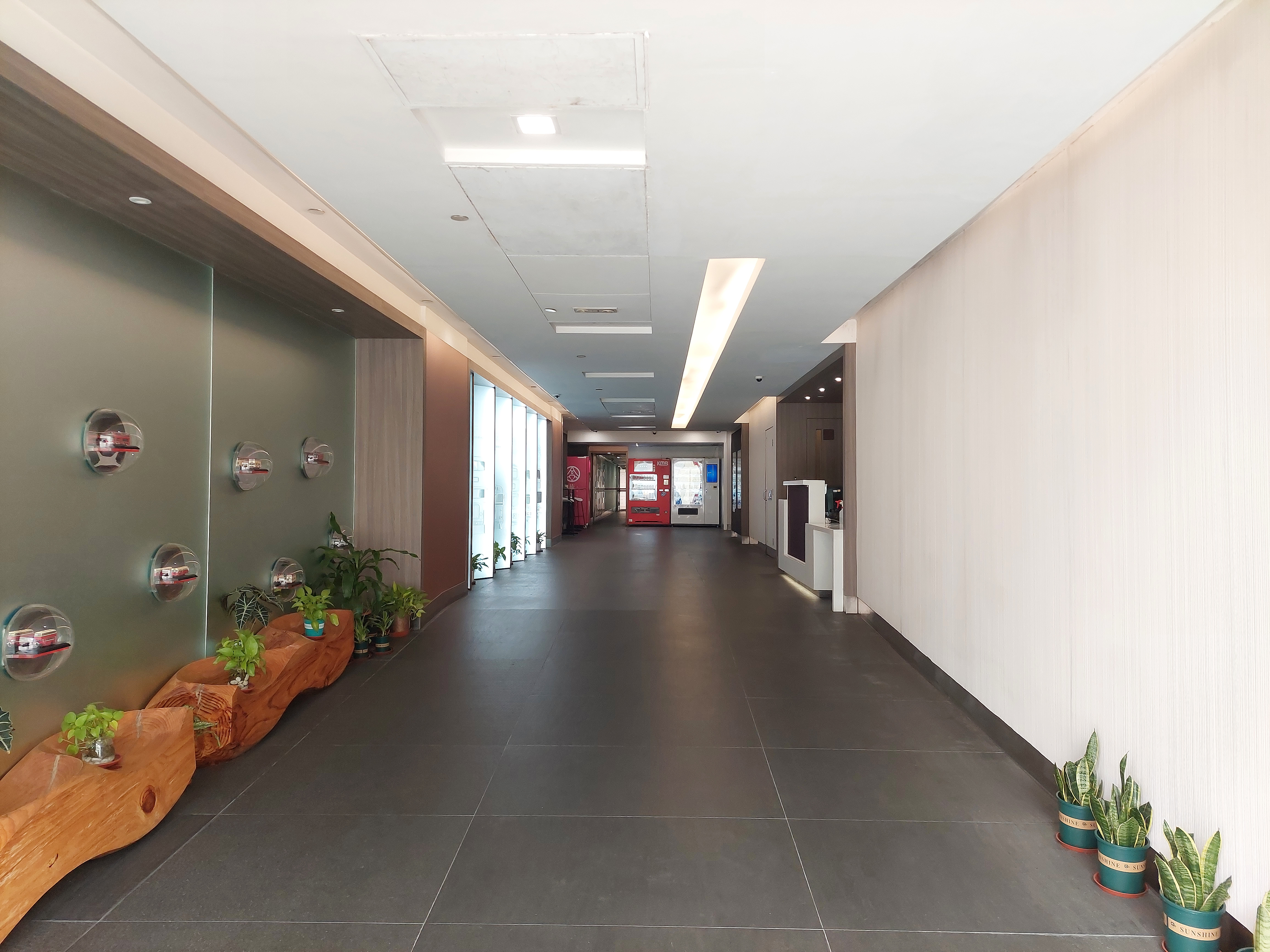
入口大堂
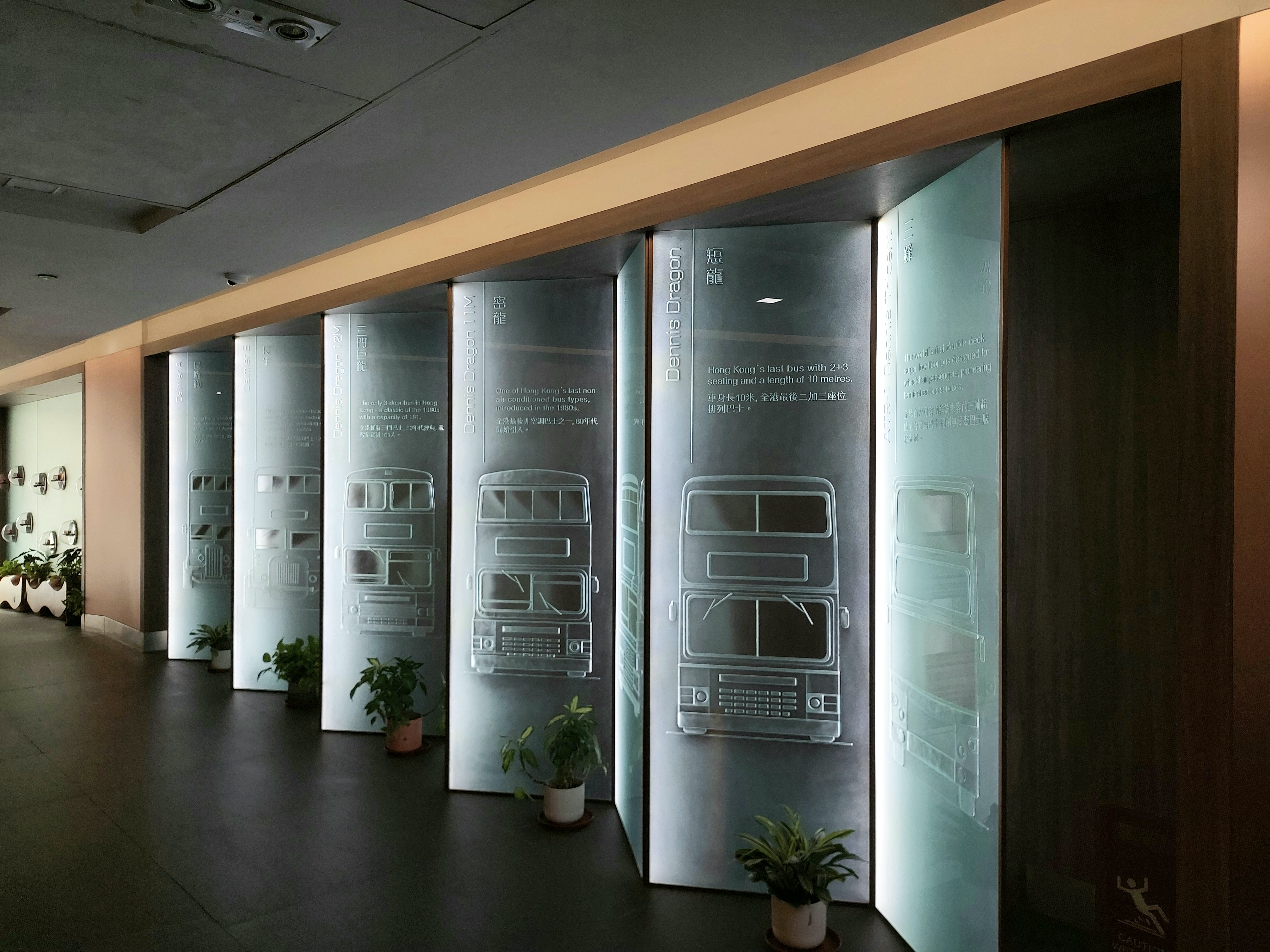
由於大樓為九巴總部，故大堂裝修以巴士為主題
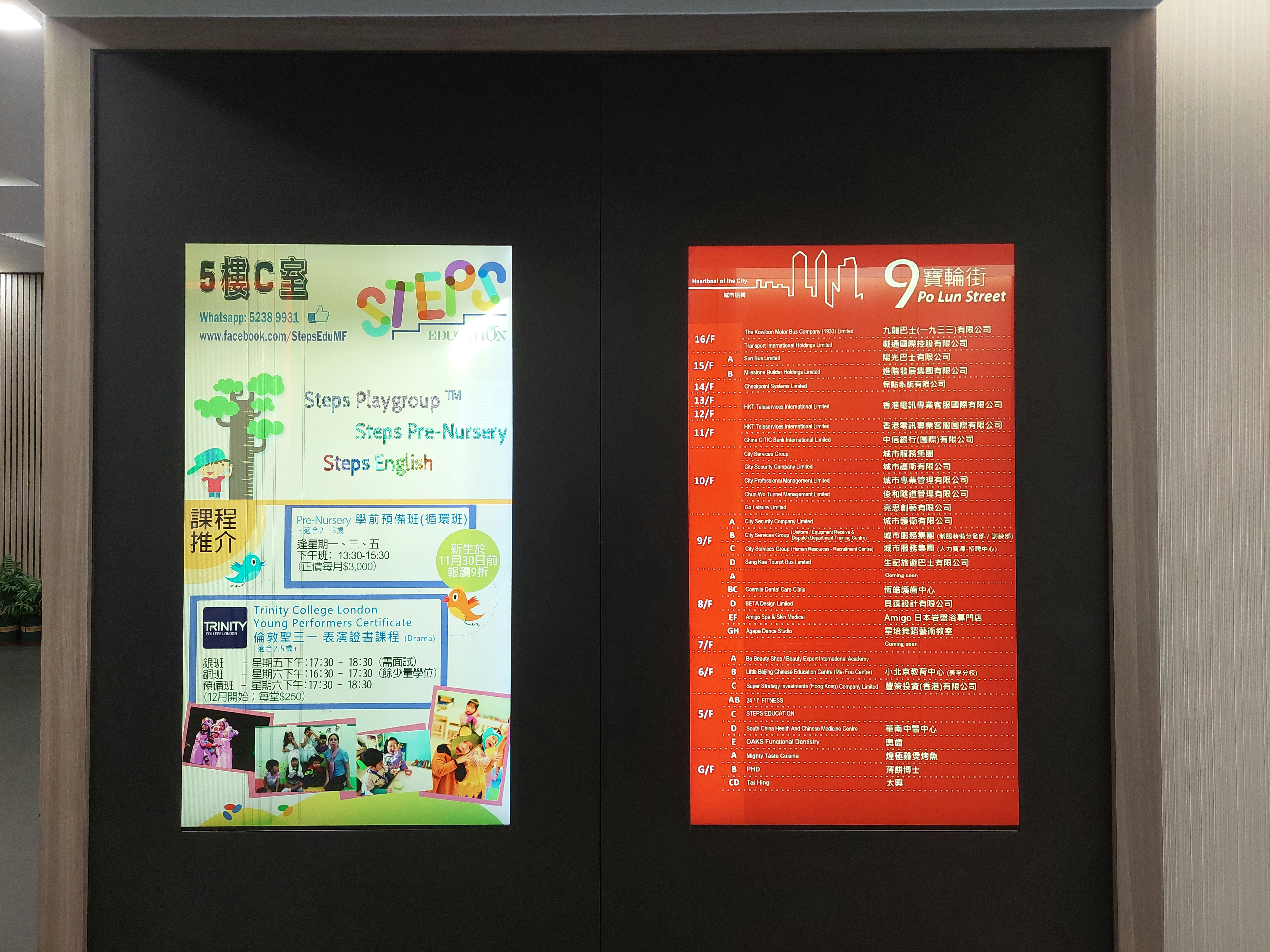
商戶名牌
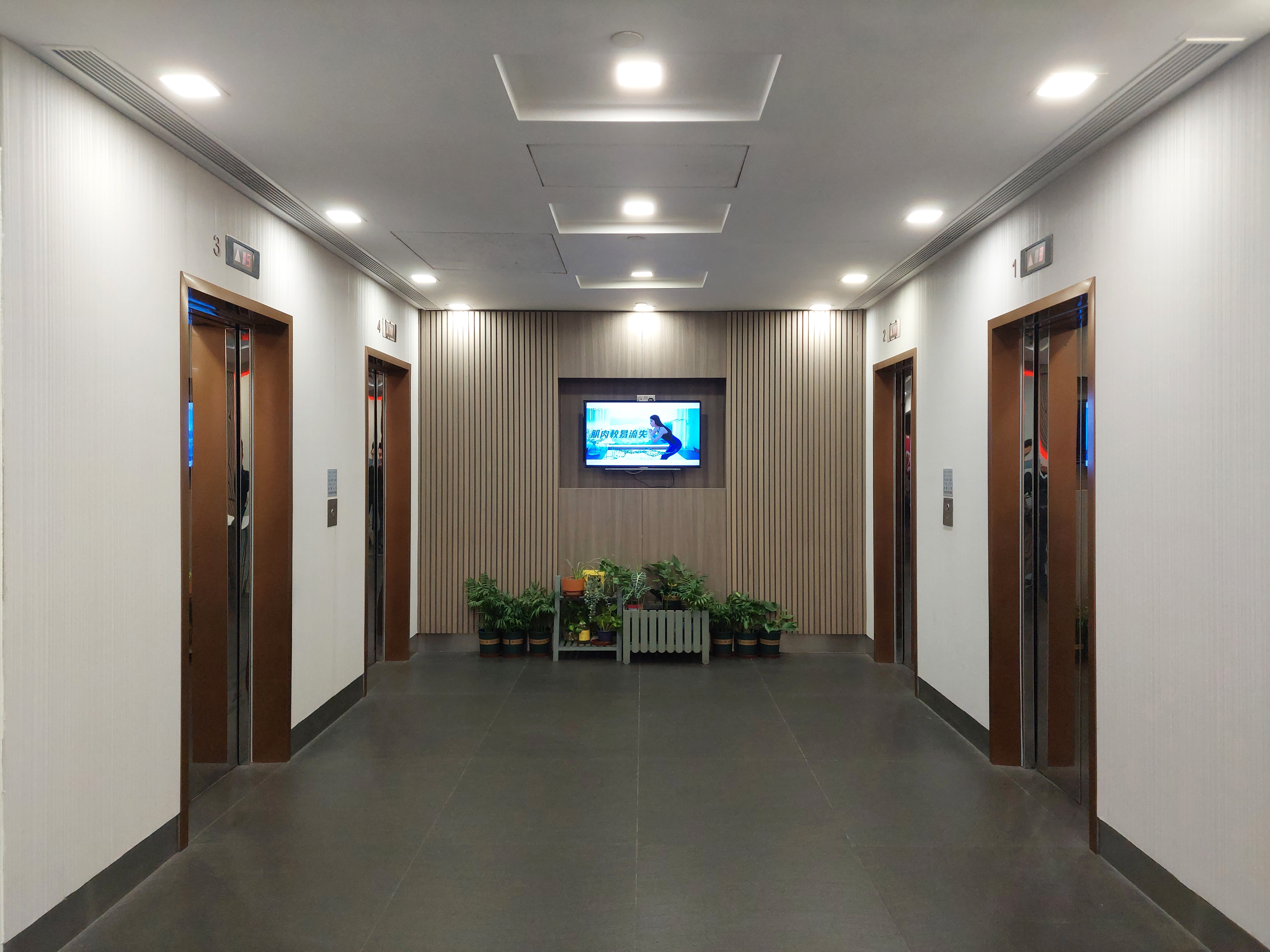
地下電梯大堂
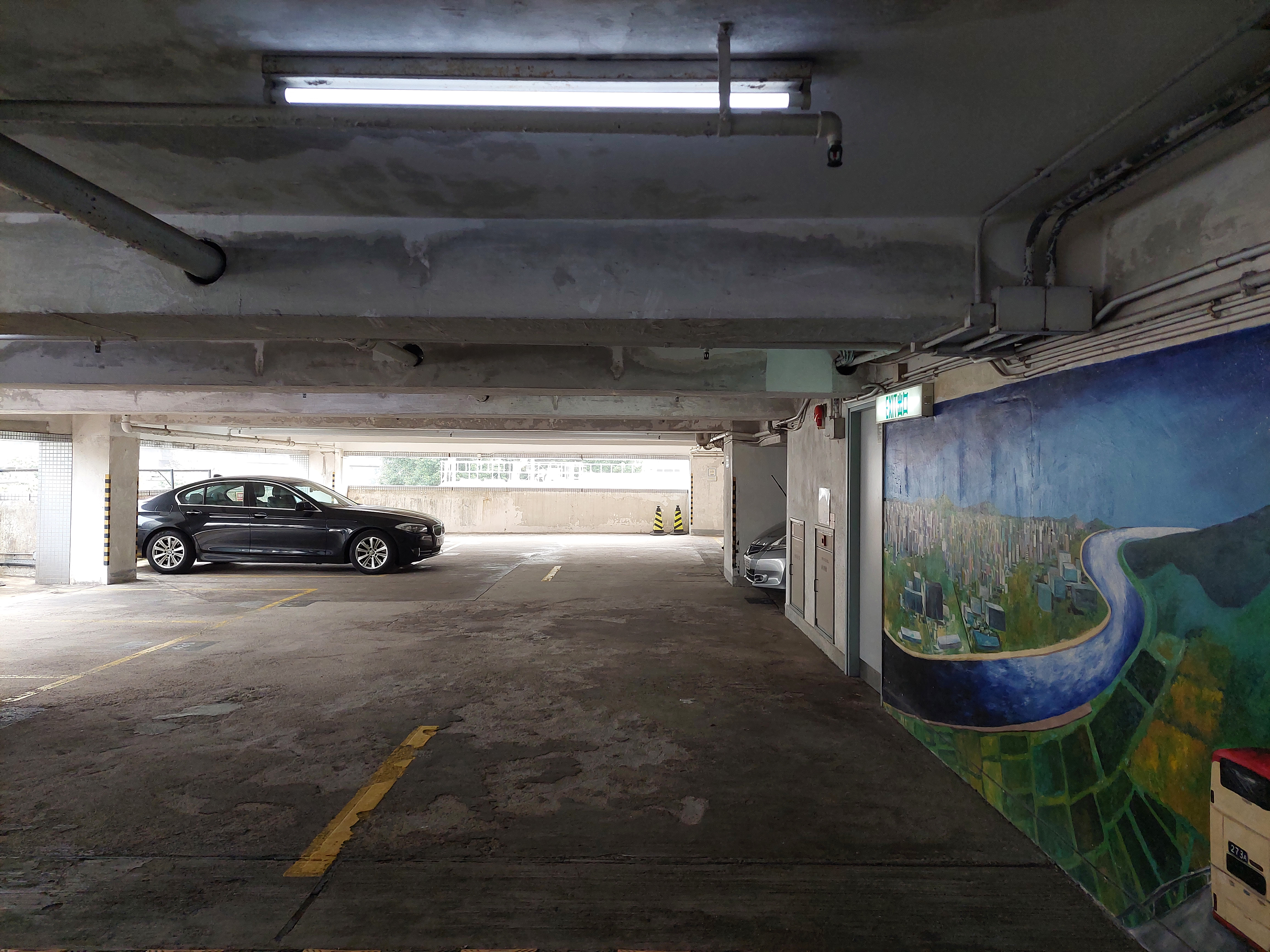
停車場，位於1-4樓
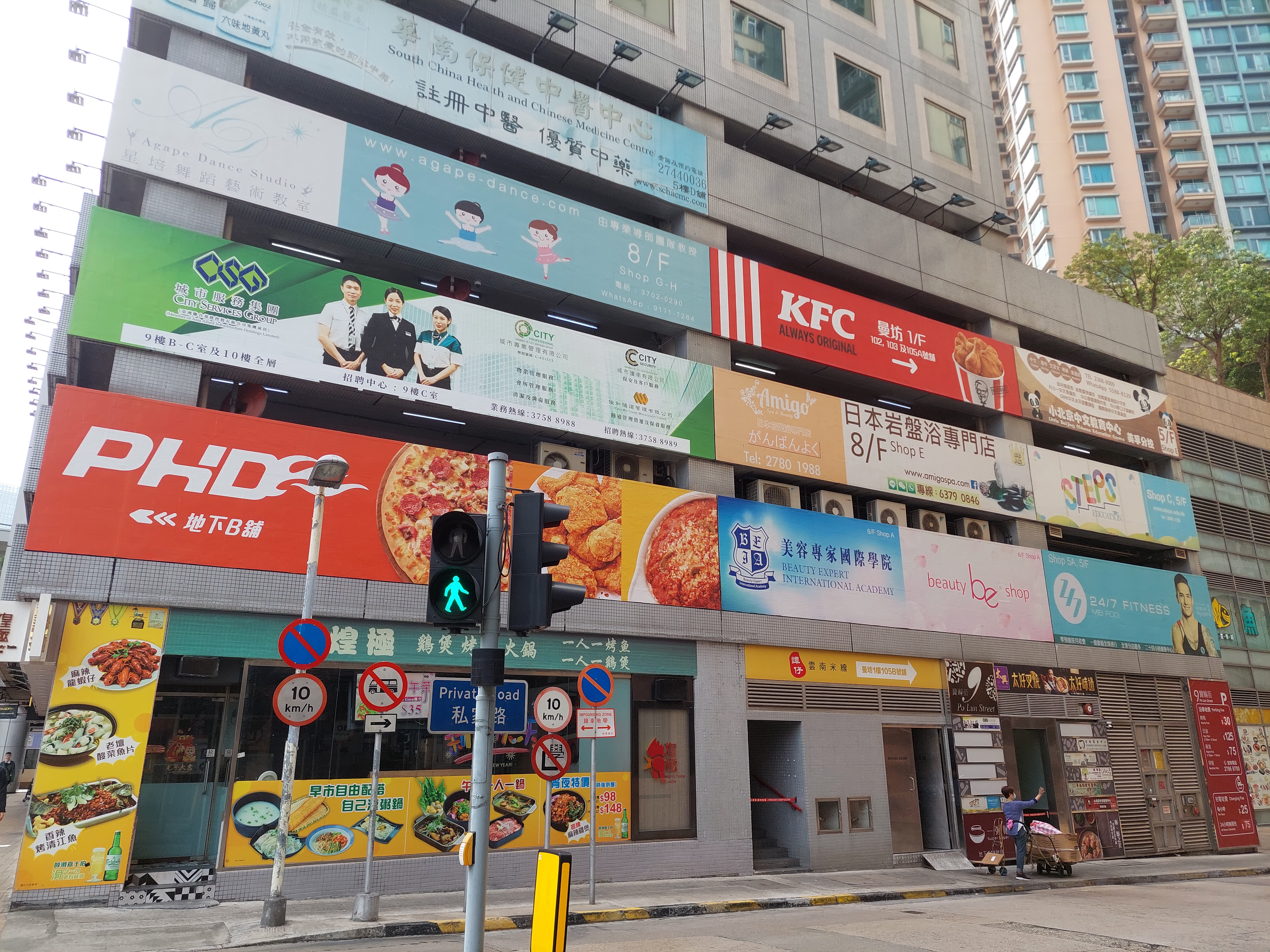
各分租商戶廣告，均貼於大樓外牆

## 附近建築物
- 曼克頓山
- 美孚新邨
- 饒宗頤文化館

## 註解
1. ↑  1987年幣值
2. ↑  後改為六層半
3. ↑  後改稱「人力資源部」
4. ↑  原為員工會所
5. ↑  與同系「城市護衛」合署辦公